# Xantelasma
Con il termine xantelasma (detto anche xantelasma palpebrale) ci si riferisce ad una lesione non infiammatoria con un deposito di colesterolo giallastro, nettamente delimitato sotto la pelle, di solito sopra o intorno alle palpebre. 
Anche se non risulta né dannosa né dolorosa, questa piccola escrescenza può risultare deturpante e può essere rimossa. 
Lo xantelasma si ritrova con maggiore facilità in soggetti di origine asiatica e del bacino mediterraneo.

## Etimologia
La parola deriva dal greco antico  ξανθός?, xanthós ("giallo") e έλασμα, élasma ("piatto") e definisce bene l'aspetto caratteristico di questa placchetta giallastra.

## Significato clinico
Gli xantelasmi assumono importanza per il loro significato indiziario di sospetto di uno stato di ipercolesterolemia. Sono sostanzialmente formazioni nodulari biancastre o giallastre, in genere in corrispondenza dell'angolo interno delle palpebre superiori (canto interno), derivanti dall'accumulo di esteri della colesterina in alcune grosse cellule schiumose disposte nel derma reticolare delle palpebre superiori e inferiori. Queste cellule sono probabilmente derivanti da macrofagi contenenti appunto lipidi.

## Fisiopatologia
L'esatta patogenesi degli xantelasmi non è nota. Gran parte degli studi effettuati riportano un aumento di colesterolo totale o LDL, e una diminuzione di HDL, o entrambe le evenienze negli individui affetti da xantelasmi. Similmente a gran parte degli studi caso-controllo non ha dimostrato alcuna associazione tra gli xantelasmi e la malattia cardiovascolare.

## Trattamento
La rimozione degli xantelasmi può avvenire con diverse terapie. 
Uno dei trattamenti più diffusi consiste nella semplice applicazione sullo xantelasma di acido tricloroacetico. Tuttavia non tutti i pazienti accettano o tollerano l'applicazione topica di una sostanza acida aggressiva in vicinanza del bulbo oculare. Inoltre il trattamento è gravato da alcune possibili complicanze quali la formazione di cicatrici e l'insorgenza di ectropion. 
Un'altra possibilità è rappresentata dall'intervento chirurgico tradizionale.
Ancora è possibile ricorrere alla crioterapia con azoto liquido.
Sono inoltre molto diffuse le tecniche di ablazione con elettrobisturi o con l'utilizzo di onde radio o laserterapia.

## Recidive
Il trattamento dello xantelasma rappresenta una difficile sfida terapeutica poiché pressoché tutte le tecniche di intervento sono gravate da un elevato tasso di recidiva.